# 梅拉堡
梅拉堡（義大利語：Castel Mella）是意大利布雷西亚省的一个市镇。总面积7.4平方公里，人口10573人，人口密度1428.8人/平方公里（2009年）。国家统计（ISTAT）代码为017042。